# 조셉 캄파넬라

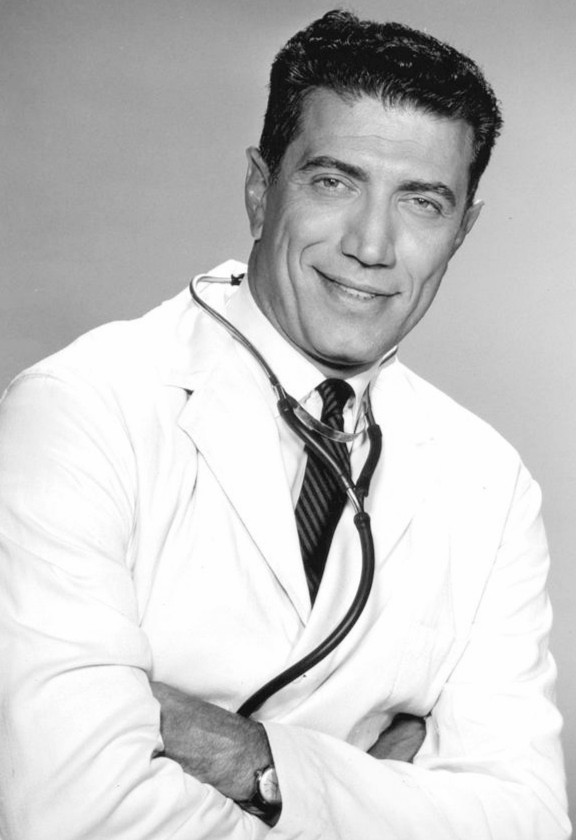

조지프 캠퍼넬라(Joseph Campanella, 1924년 11월 21일 ~ 2018년 5월 16일)는 미국의 배우, 성우이다.
뉴욕에서 태어났으며 셔먼오크스에서 사망하였다. 사인은 파킨슨병이다.

## 출연 작품
- 로스트 드림 (2009년)
- 아름다운 인생 (2008년)
- 듀큐스 (2007년)
- 글로우 (2002년) - 벤자민 굿스타인 역
- 패시픽 블루 (1996년)
- 글래스 케이지 (1996년)
- 레이저 맨 (1995년)
- 세이브 미 (1994, Save Me)
- 닌자 드래곤 (1993년)
- Original Intent (1990)
- 깊은 밤 깊은 곳에 2 (1991, Memories of Midnight)
- 특명 어벤저 3 (1990년)
- 보디 케미스트리 (1990년)
- 쇼 오브 포스 (1990년)
- 위기일발 대작전 (1990년)
- 사랑의 천국 (1990년)
- 펫 호비 (1987, Tales from the Hollywood Hills: Pat Hobby Teamed with Genius)
- 총의 분노 (1987년)
- 외계인 가족 소동 (1981년)
- 디파이언스 (1980년)
- 지구의 대참사 (1979년)
- 언웨드 파더 (1974년) - 스콧 역
- 싸일런트 러닝 (1972년)
- 벤 (1972년)
- 발렌타인 데이의 대학살 (1967년)
- 전투 (1962년)
- 서스펜스 (1949년)

### 텔레비전
- 도망자 (1964-67)
- FBI (1966-72)
- 제5전선 (1967-68)
- 매닉스 (1967-72)
- 딜론 보안관 (1968-72)
- 아이언사이드 (1969-75)
- 닥터 웰비 (1970-71)
- 제6지대 (1970-71)
- 닥터 게논 (1973-75)
- 여형사 페퍼 (1976)
- 형사 Q (1977-82)
- 꿈꾸는 낙원 (1978)
- 제시카의 추리극장 (1985-87)
- 사랑의 유람선 (1986)
- 더 골든 걸스 (1987)
- 우리 생애 나날들 (1987-92)
- 댈러스 (1988-89)
- 미녀와 야수 (1988-89)
- 21 점프 스트리트 (1989)
- Knots Landing (1989-91)
- 제너럴 호스피털 (1991-92)
- SOS 해상 구조대 (1993)
- 스파이더맨 (1994-97)
- 시티 레인져 (1996)
- 더 볼드 앤 더 뷰티풀 (1996-2005)
- 천사의 손길 (1997)
- 더 프랙티스 (1998-2001)
- 멜로즈 플레이스 (1999)
- 스타 트렉: 보이저 (2001)
- 가디언 (2003)
- 콜드 케이스 (2004)
- CSI: 과학수사대 (2008)